# Jan Wigura
Jan Wigura (ur. 15 stycznia 1880 w Suchedniowie, zm. 10 sierpnia 1937 w Ostrowcu Świętokrzyskim) – adwokat, działacz Ligi Narodowej i Narodowego Związku Robotniczego, polityk lewicy niepodległościowej, piłsudczyk i polityk sanacyjny.

## Życiorys
Dzieciństwo spędził w Suchedniowie. Po ukończeniu szkoły elementarnej uczył się w IV Gimnazjum w Warszawie (1891-93) i Gimnazjum Męskim w Kielcach (1893–1899), gdzie był założycielem i przewodniczącym narodowego koła samokształceniowego. W latach 1899–1903 odbył studia prawnicze na Uniwersytecie Warszawskim, gdzie wstąpił do Zetu (1899) i Ligi Narodowej (1900), wchodząc do kierownictwa Ligi na gubernię radomską. Za udział w prezydium wiecu wszechakademickiego w sprawie Wrześni (1901) został pozbawiony świadectwa prawomyślności. Działał też w Towarzystwie Bratniej Pomocy, którego prezesem został w 1902. W 1903 osiadł w Radomiu, studiując jeszcze przez rok na UW lokalne prawo cywilne guberni bałtyckich. Dyplom ukończenia prawa (kandydata praw) uzyskał w 1904.

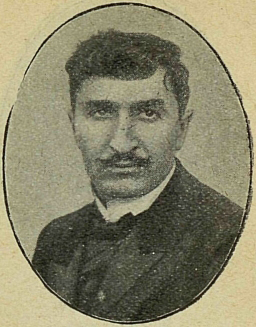
Jan Wigura (1906)

W latach 1904–1906 był aplikantem adwokackim przy Sądzie Okręgowym w Radomiu, a następnie od 1906 adwokatem przysięgłym. W Radomiu kontynuował także swoją działalność w ruchu narodowym, stając się jego niekwestionowanym liderem. Był członkiem Centralizacji LN (1903-1909) i komisarzem Ligi na gubernie radomską i kielecką. Pełnił także funkcję przewodniczącego Stronnictwa Demokratyczno-Narodowego w gub. radomskiej. Organizator kolportażu „Polaka” i „Przeglądu Wszechpolskiego”. Wraz z Jadwigą Marcinowską zorganizował a następnie w latach 1904–1905 kierował pracami Towarzystwa Oświaty Narodowej w gub. radomskiej. W latach 1905–1907 koordynował z ramienia Ligi akcją polonizacji szkół, urzędów i sądów w Radomskiem, stał także na czele radomskiej organizacji Związku Unarodowienia Szkół. Był założycielem Towarzystwa Gimnastycznego „Sokół” w Radomiu (1906) a także Polskiej Macierzy Szkolnej w gub. radomskiej. W maju 1906 został wybrany na najmłodszego posła do I Dumy Państwowej. W izbie wystąpił tylko raz uzasadniając jedną z interpelacji wniesionych przez Koło Polskie. Sekretarz okręgowego komitetu wyborczego SD-N w Radomiu przed wyborami do II Dumy. Wybory do II Dumy przegrał na rzecz kandydata postępowców. W październiku 1906 elektor z kurii miejskiej w Radomiu do III Dumy. W latach 1906–1908 był także redaktorem „Gazety Radomskiej”.
Założył radomski oddział Związku im. Jana Kilińskiego (1904) a na jego bazie Narodowy Związek Robotniczy w Radomiu (1905). W 1907 był inicjatorem i organizatorem Polskich Związków Zawodowych w gub. radomskiej. W latach 1905–1908 był przewodniczącym Zarządu Okręgu NZR i organizatorem Związku Bojowego NZR w Radomiu (stworzył w tym czasie sieć składów broni i amunicji oraz nielegalnej „bibuły” i uczestniczył w udanym zamachu na Naczelnika Dyrekcji Naukowej w Radomiu Stankiewicza). Rozczarowany kursem politycznym endecji orientującej się na współpracę z władzami rosyjskimi w 1909 wystąpił z Ligi Narodowej wraz z tzw. Secesją. Dwukrotnie więziony przez władze rosyjskie (w 1909 i 1910) podczas śledztwa przebywał w więzieniach w Kielcach, Radomiu i X Pawilonie Cytadeli w Warszawie. Z braku dowodów winy jego sprawę umorzono, ale został skreślony z lisy adwokatów i oddany pod roczny nadzór policji
Od 1911 należał do ścisłego kierownictwa Związku Niepodległości. Zorganizował radomską organizację ZN a także Konfederacji Narodowej Polskiej. W kontakcie z Mieczysławem Norwidem-Neugebeuerem stworzył w Radomiu oddział ćwiczebny najpierw Polskiego Związku Wojskowego potem tajnej Armii Polskiej (1911), a od 1912 Polskich Drużyn Strzeleckich. Z ramienia Konfederacji uczestniczył od 1912 w pracach Komisji Tymczasowej Skonfederowanych Stronnictw Niepodległościowych, stąd często w tym czasie odbywał podróże z Królestwa do Galicji, zajmując się m.in. przerzutem nielegalnej „bibuły” na teren Kongresówki. W 1911 mimo poparcia zaraniarzy i postępowców przegrał wybory z Józefem Świerzyńskim o mandat do IV Dumy z guberni radomskiej. Od 1913 do 1933 był prezesem Rady Nadzorczej Kasy Rzemieślniczej w Radomiu (późniejszego Banku Spółdzielczego).
Wybuch I wojny światowej zastał go w Krakowie, gdzie uczestniczył w naradach kierownictwa Konfederacji Polskiej. W sierpniu 1914 wstąpił do I Brygady LP skąd oddelegowany do prac politycznych. Był komisarzem Komisariatu Wojskowego Rządu Narodowego w Kielcach na gminę Suchedniów (X 1914). Następnie w Polskiej Organizacji Narodowej (październik – listopad 1914), był m.in. komisarzem Ziemi Radomskiej i członkiem Rady Politycznej PON. Po opuszczeniu Królestwa w listopadzie 1914 znalazł się w Jabłonkowie (Śląsk Cieszyński). Uczestniczył w wiedeńskim zjeździe PON (29–30 XI 1914). Członek Komisji ds. PON (1914–1915). Od stycznia 1915 współpracował z Naczelnym Komitetem Narodowym, gdzie był członkiem komisji organizacyjnej do spraw Królestwa Polskiego w Wiedniu a następnie członkiem Delegacji Departamentu Organizacyjnego i emisariuszem Departamentu Wojskowego. Działał m.in. na terenie Zagłębia Dąbrowskiego, Kieleckiego i Radomskiego, wielokrotnie przekraczając linie frontu. Od VII 1915 roku mieszkał na stale w Radomiu, gdzie na krótko został aresztowany przez austriackie władze okupacyjne. W tym czasie był działaczem i członkiem Zarządu Okręgu NZR (1915–1918), PZZ (1916–1918) w Radomiu oraz prezesem Robotniczego Klubu Narodowego w Radomiu (1916–1818). Był także członkiem Polskiej Organizacji Wojskowej (1915–1917). Należał do czołówki polityków lewicy niepodległościowych na Ziemi Radomskiej. Był działaczem Komitetu Narodowego w Radomiu (1915), a następnie członkiem kierownictwa Wydziału Narodowego Radomskiego (1915–1917). Jako reprezentant WNR uczestniczył w zjazdach polityków Królestwa Polskiego mających na celu wyłonienie reprezentacji politycznej Król. Polskiego (1915–1917). Członek Centralnego Komitetu Narodowego w Warszawie (XII 1915 – XI 1916). Od XI 1916 do V 1917 uczestniczył w zjazdach Rady Narodowej w Warszawie. CKN i WNR opuścił wraz z innymi przedstawicielami nurtu narodowo-niepodległościowego w lutym 1917 roku. W 1917 członek władz kielecko-radomskiego okręgu Centrum Narodowego, a następnie działacz Związku Budowy Państwa Polskiego. Od lutego 1918 działał głównie w NZR. Wtedy także powrócił do działalności w miejscowej POW. 3 listopada 1918 został członkiem Komitetu Pięciu – który przejął z rąk okupantów austriackich władzę w Radomiu. W Komitecie odpowiadał za sprawy gminne, a potem za formowanie Milicji Miejskiej i Straży Obywatelskiej.
W okresie międzywojennym prowadził kancelarię adwokacką i notarialną w Radomiu. W latach 1919–1923 delegat do Sejmiku Powiatowego w Radomiu. Należał wówczas do Narodowego Zjednoczenia Ludowego. Podczas wojny polsko-bolszewickiej 1920 roku wchodził w skład komitetu Obrony Państwa w Radomiu i prowadził z jego ramienia akcję propagandową. Od 1921 członek Związku Legionistów Polskich. Nadal działał także w NZR, a w latach 1920–1923 w Narodowej Partii Robotniczej, z której wystąpił gdy ta związała się z prawicą. W czasie wyborów parlamentarnych w 1922 zorganizował w Radomiu komitet Polskiego Centrum – ugrupowania propiłsudczykowskiego które jednak poniosło klęskę wyborczą. W tym czasie czołowy piłsudczyk w Radomiu, po zabójstwie Gabriela Narutowicza zerwał wszelkie kontakty towarzyskie z przedstawicielami endecji oskarżanej o moralne sprawstwo tej zbrodni.
Redagował i wydawał w latach 1924–1926 tygodnik „Głos” (wzorowany na warszawskim „Głosie Prawdy”) w którym zwalczał endecję, partyjnictwo, komunistów i międzynarodowy kapitał. Opowiadał się za solidaryzmem społ., wzmocnieniem władzy wykonawczej i gospodarczą samowystarczalnością Polski. Od 1926 organizator i działacz Klubu Inteligencji Demokratycznej, potem członek władz okręgowych Związku Naprawy Rzeczypospolitej (1926–1929). Po przewrocie majowym opowiedział się po stronie sanacji. Od 1928 reprezentował ZNR w strukturach radomskiego Bezpartyjnego Bloku Współpracy z Rządem. Członek prezydium Rady Grodzkiej BBWR (1928–1933) i przewodniczący jej sekcji prasowej. Członek zarządu Federacji Polskich Związków Obrony Ojczyzny oraz innych organizacjach kombatanckich w Radomiu. Stopniowo po 1928 roku nabierał krytycznego stosunku do sanacji, ale nie zerwał z nią.
W styczniu 1934 roku przeniósł się do Ostrowca Świętokrzyskiego, gdzie zaczął prowadzić notariat. Działał nadal w BBWR m.in. członkiem prezydium Rady Grodzkiej w Ostrowcu Świętokrzyskim. Od 1934 był prezesem Stowarzyszenia byłych Więźniów Politycznych w Ostrowcu, od 1937 także prezesem Ochotniczej Straży Pożarnej. Zmarł na raka krtani. Pochowany w rodzinnym grobowcu w Suchedniowie.

## Ordery i odznaczenia
- Krzyż Niepodległości (21 kwietnia 1937)[12]
- Krzyż Oficerski Orderu Odrodzenia Polski (10 listopada 1928)[13]

## Rodzina
Urodził się w rodzinie lekarza górniczego, syn Józefa Krystyna (1852–1909) i Wandy z Kamińskich (zm. 1929). Miał dwóch braci: Władysława (1889–1947) i leśnika Witolda (1891–1966). Był żonaty dwukrotnie, pierwszy raz w 1910 z Marią z Mierzejewskich. Mieli córkę Krystynę, dziennikarkę i więźniarkę KL Auschwitz, żonę dziennikarza warszawskiego Andrzeja Kobyłeckiego. Jesienią 1929 rozszedł się z pierwszą żoną. Ożenił się powtórnie w maju 1930 roku w kościele ewangelicko-reformowanych w Wilnie z Malwiną ze Stynków, 1 v. Stróżewską.